# Macrosiphoniella paraoblonga
Macrosiphoniella paraoblonga är en insektsart. Macrosiphoniella paraoblonga ingår i släktet Macrosiphoniella och familjen långrörsbladlöss. Inga underarter finns listade i Catalogue of Life.